# فيتالي بويالسكي
فيتالي كازيميروفيتش بويالسكي (بالأوكرانية: Віталій Казимирович Буяльський) هو لاعب كرة قدم أوكراني في مركز الوسط ولد في يوم 6 يناير 1993 في بلدة كاليفنكا في فينيتسا أوبلاست في أوكرانيا، يلعب حالياً مع نادي دينامو كييف وسبق له اللعب مع هوفرلا أوزجورد ، في سنة 2017 بدأ باللعب مع منتخب أوكرانيا لكرة القدم ويبلغ طوله 170 سم.

## روابط خارجية
- فيتالي بويالسكي على موقع الاتحاد الأوربي (الإنجليزية)
- فيتالي بويالسكي على موقع اتحاد أوكرانيا (الإنجليزية)
- فيتالي بويالسكي على موقع قاعدة بيانات كرة القدم.إي يو (الإنجليزية)
- فيتالي بويالسكي على موقع ليكيب (الفرنسية)
- فيتالي بويالسكي على موقع ناشيونال فوتبول تيمز (الإنجليزية)
- فيتالي بويالسكي على موقع Soccerway.com (الإنجليزية)
- فيتالي بويالسكي على موقع عالم كرة القدم.نت (الإنجليزية)
- فيتالي بويالسكي على موقع AS.com (الإسبانية)